# Hesyxochenia praelonga
Hesyxochenia praelonga is een mosdiertjessoort uit de familie van de Thalamoporellidae. De wetenschappelijke naam van de soort is voor het eerst geldig gepubliceerd in 1890 door MacGillivray.